# Stefan Szczurowski
Stefan Szczurowski, né le 17 avril 1982 à Perth (Australie-Occidentale), est un rameur d'aviron australien.

## Palmarès

### Jeux olympiques
- Athènes 2004
  -  Médaille de bronze en huit[1].